# Liebe und andere …
Liebe und andere … ist eine Filmkomödie von Joseph Bologna und Renée Taylor, die 1996 in den USA gedreht wurde.

## Handlung
Die Komödie ist eine Verfilmung des Theaterstücks Romeo und Julia von William Shakespeare, die Handlung wurde jedoch in den New Yorker Stadtteil Bronx verlegt. Die aus Sizilien stammenden Imbissbesitzer Capomezzo konkurrieren mit der Familie Malacici, die früher in Italien adelig war und ein italienisches Restaurant führt. Die Capomezzo haben Schulden.
Der 16-jährige Rosario Capomezzo verliebt sich in die gleichaltrige Gina Malacici, als er und Gina die Vorstellung eines Amateurtheaters vorbereiten. Die Jugendlichen kämpfen gegen den Widerstand ihrer Eltern und wollen am Ende heiraten. Dabei hilft Mona, die im Streit schlichtet.

## Kritiken
Lawrence van Gelder lobte am 11. Oktober 1996 in der Zeitung The New York Times die Sorge der Filmemacher um die Details. Die Komödie sei auf eine boshafte Weise witzig.

## Dies und Das
Die Komödie wurde in New Rochelle und in New York City gedreht.